# Золотий глобус (80-та церемонія вручення)
80-та церемонія вручення нагород премії «Золотий глобус»

10 січня 2023 року
Найкращий фільм — драма: «Фабельмани»
Найкращий фільм —
комедія або мюзикл: 
«Банши Інішерина»
Найкращий телесеріал — драма: «Дім дракона»
Найкращий телесеріал —
комедія або мюзикл: 
 «Початкова школа Ебботт»
Найкращий мінісеріал або телефільм:
«Білий лотос»
< 79-ма • Церемонії вручення • 81-ша >
80-та церемонія вручення нагород премії «Золотий глобус» за заслуги в галузі кінематографа і телебачення за 2022 рік відбулась 10 січня 2023 року. Номінанти, в 25 категоріях, були оголошені 12 грудня 2022 року.
Церемонія транслювалась у прямому етері телеканалом NBC та провайдером потокового мовлення Peacock.

## Номінанти та лавреати. Кіно
| Найкраща роль у фільмі — драма | Найкраща роль у фільмі — драма | Найкраща роль у фільмі — комедія або мюзикл | Найкраща роль у фільмі — комедія або мюзикл | Найкраща роль другого плану у фільмі | Найкраща роль другого плану у фільмі |
| ------------------------------ | ------------------------------ | ------------------------------------------- | ------------------------------------------- | ------------------------------------ | ------------------------------------ |
| Чоловіча роль                  | Остін Батлер                   | Чоловіча роль                               | Колін Фаррелл                               | Чоловіча роль                        | Джонатан Ке Кван                     |
| Жіноча роль                    | Кейт Бланшетт                  | Жіноча роль                                 | Мішель Єо                                   | Жіноча роль                          | Анджела Бассетт                      |

#### Фільми, які отримали декілька номінацій
Нижче наведено картини, які отримали декілька номінацій:
| Номінації | Фільми                            |
| --------- | --------------------------------- |
| 8         | «Банши Інішерина»                 |
| 6         | «Все завжди і водночас»           |
| 5         | «Фабельмани»                      |
| 5         | «Вавилон»                         |
| 3         | «Тар»                             |
| 3         | «Елвіс»                           |
| 3         | «Піноккіо Ґільєрмо дель Торо»     |
| 2         | «Аватар: Шлях води»               |
| 2         | «Найкращий стрілець: Маверік»     |
| 2         | «Трикутник смутку»                |
| 2         | «Ножі наголо: Скляна цибуля»      |
| 2         | «Говорять жінки»                  |
| 2         | «Чорна пантера: Ваканда назавжди» |
| 2         | «Меню»                            |
| 2         | «RRR»                             |

#### Фільми, які отримали декілька перемог
Нижче наведено картини, які отримали декілька перемог:
| Перемог | Фільми                  |
| ------- | ----------------------- |
| 3       | «Банши Інішерина»       |
| 2       | «Фабельмани»            |
| 2       | «Все завжди і водночас» |

### Кіно
| Найкращий фільм | Найкращий фільм |
| Драма | Комедія або мюзикл |
| --- | --- |
| - «Фабельмани» - «Аватар: Шлях води» - «Елвіс» - «Тар» - «Найкращий стрілець: Маверік» | - «Банши Інішерина» - «Вавилон» - «Все завжди і водночас» - «Ножі наголо: Скляна цибуля» - «Трикутник смутку» |
| Найкраща роль у фільмі — драма | |
| Чоловіча роль | Жіноча роль |
| - Остін Батлер — «Елвіс» — за роль Елвіса Преслі - Брендан Фрейзер — «Кит» — за роль Чарлі - Г'ю Джекман — «Син» — за роль Пітера - Білл Наї — «Жити» — за роль містера Вільямса - Джеремі Поуп — «Перевірка» — за роль Елліса Френча                                                                  | - Кейт Бланшетт — «Тар» — за роль Лідії Тар - Ана де Армас — «Білявка» — за роль Мерлін Монро - Олівія Колман — «Імперія світла» — за роль Гіларі Смол - Віола Девіс — «Королева-воїн» — за роль Наніски - Мішель Вільямс — «Фабельмани» — за роль Мітці Фабельман |
| Найкраща роль у фільмі — комедія або мюзикл | |
| Чоловіча роль | Жіноча роль |
| - Колін Фаррелл — «Банши Інішерина» — за роль Патрикія - Дієго Калва — «Вавилон» — за роль Менні Торреса - Денієл Крейґ — «Ножі наголо: Скляна цибуля» — за роль детектива Бенуа Бланка - Адам Драйвер — «Білий шум» — за роль професора Джека Гледні - Рейф Файнз — «Меню» — за роль Джуліана Словіка | - Мішель Єо — «Все завжди і водночас» — за роль Евелін - Леслі Менвілл — «Місіс Гарріс їде у Париж» — за роль Ади Харріс - Марго Роббі — «Вавилон» — за роль Неллі Ларой - Аня Тейлор-Джой — «Меню» — за роль Марго Міллс / Ерін - Емма Томпсон — «Успіхів тобі, Лео Гранд» — за роль Ненсі Стоукс |
| Найкраща роль другого плану у фільмі | |
| Чоловіча роль другого плану | Жіноча роль другого плану |
| - Джонатан Ке Кван — «Все завжди і водночас» — за роль Веймонда - Брендан Глісон — «Банши Інішерина» — за роль Колма Доерті - Баррі Кіоган — «Банши Інішерина» — за роль Домініка Керні - Бред Пітт — «Вавилон» — за роль Джека Конрада - Едді Редмейн — «Хороший медбрат» — за роль Чарльза Каллена   | - Анджела Бассетт — «Чорна пантера: Ваканда назавжди» — за роль Рамонди - Керрі Кондон — «Банши Інішерина» — за роль Шівон Салліван - Джеймі Лі Кертіс — «Все завжди і водночас» — за роль Дейрдри Бобейрдр - Доллі де Леон — «Трикутник смутку» — за роль Ебігейл - Кері Малліган — «Вона сказала» — за роль Меган Туей |
| Інші категорії | |
| Найкраща режисерська робота | Найкращий сценарій |
| - Стівен Спілберг — «Фабельмани» - Джеймс Кемерон — «Аватар: Шлях води» - Ден Кван і Деніел Шайнерт — «Все завжди і водночас» - Баз Лурманн — «Елвіс» - Мартін Макдонах — «Банши Інішерина» | - Мартін Макдонах — «Банши Інішерина» - Тодд Філд — «Тар» - Ден Кван і Деніел Шайнерт — «Все завжди і водночас» - Сара Поллі — «Говорять жінки» - Стівен Спілберг і Тоні Кушнер — «Фабельмани» |
| Найкраща музика до фільму | Найкраща пісня до фільму |
| - Джастін Гурвіц — «Вавилон» - Картер Бервелл — «Банши Інішерина» - Александр Деспла — «Піноккіо Ґільєрмо дель Торо» - Гільдур Ґуднадоттір — «Говорять жінки» - Джон Вільямс — «Фабельмани» | - «Naatu Naatu» (М. М. Кіравані, Каала Бхайрава та Рахул Сіплігундж) — «RRR» - «Carolina» (Тейлор Свіфт) — «Там, де раки співають» - «Ciao Papa» (Александр Деспла, Ґільєрмо дель Торо та Робан Кац) — «Піноккіо Ґільєрмо дель Торо» - «Hold My Hand» Леді Гага, BloodPop та Бенджамін Райс) — «Найкращий стрілець: Маверік» - «Lift Me Up» (Ріанна, Tems, Раян Куглер та Людвіг Йоранссон) — «Чорна пантера: Ваканда назавжди» |
| Найкращий анімаційний фільм | Найкращий фільм іноземною мовою |
| - Піноккіо Ґільєрмо дель Торо - «Іну-О: Народження легенди» - «Марсель, мушля в черевичках» - «Кіт у чоботях 2: Останнє бажання» - «Я — панда» | - «Аргентина, 1985» ( Аргентина) - «На західному фронті без змін» ( Німеччина) - «Близько» ( Бельгія) - «Рішення піти» ( Республіка Корея) - «RRR» ( Індія) |

## Номінанти та лавреати. Телебачення
| Найкраща роль у телесеріалі — драма | Найкраща роль у телесеріалі — драма | Найкраща роль у телесеріалі — комедія або мюзикл | Найкраща роль у телесеріалі — комедія або мюзикл | Найкраща роль у мінісеріалі або телефільмі | Найкраща роль у мінісеріалі або телефільмі | Найкраща роль другого плану у телесеріалі — комедія або мюзикл | Найкраща роль другого плану у телесеріалі — комедія або мюзикл | Найкраща роль другого плану у телесеріалі, мінісеріалі або телефільмі | Найкраща роль другого плану у телесеріалі, мінісеріалі або телефільмі |
| ----------------------------------- | ----------------------------------- | ------------------------------------------------ | ------------------------------------------------ | ------------------------------------------ | ------------------------------------------ | -------------------------------------------------------------- | -------------------------------------------------------------- | --------------------------------------------------------------------- | --------------------------------------------------------------------- |
| Чоловіча роль                       | Кевін Костнер                       | Чоловіча роль                                    | Джеремі Аллен Вайт                               | Чоловіча роль                              | Еван Пітерс                                | Чоловіча роль                                                  | Тайлер Джеймс Вільямс                                          | Чоловіча роль                                                         | Пол Волтер Гаузер                                                     |
| Жіноча роль                         | Зендея                              | Жіноча роль                                      | Квінта Брансон                                   | Жіноча роль                                | Аманда Сейфрід                             | Жіноча роль                                                    | Джулія Гарнер                                                  | Жіноча роль                                                           | Дженніфер Кулідж                                                      |

### Серіали, які отримали декілька номінацій
Нижче наведено серіали, які отримали декілька номінацій:
| Номінації | Серіали                                      |
| --------- | -------------------------------------------- |
| 5         | «Початкова школа Ебботт»                     |
| 4         | «Корона»                                     |
| 4         | «Дамер – Чудовисько: Історія Джеффрі Дамера» |
| 4         | «Вбивства в одній будівлі»                   |
| 4         | «Пем і Томмі»                                |
| 4         | «Білий лотос»                                |
| 3         | «Чорний птах»                                |
| 3         | «Хитрощі»                                    |
| 3         | «Озарк»                                      |
| 3         | «Розрив»                                     |
| 2         | «Баррі»                                      |
| 2         | «Ведмідь»                                    |
| 2         | «Краще подзвоніть Солу»                      |
| 2         | «Вибула»                                     |
| 2         | «Дім дракона»                                |
| 2         | «Старий»                                     |
| 2         | «Під прапором небес»                         |
| 2         | «Венздей»                                    |

#### Серіали, які отримали декілька перемог
Нижче наведено картини, які отримали декілька перемог:
| Перемог | Серіали                  |
| ------- | ------------------------ |
| 3       | «Початкова школа Ебботт» |
| 2       | «Білий лотос»            |

### Телебачення
| Найкращий телесеріал | Найкращий телесеріал |
| Драма | Комедія або мюзикл |
| --- | --- |
| - «Дім дракона» (HBO) - «Краще подзвоніть Солу» (AMC) - «Корона» (Netflix) - «Озарк» (Netflix) - «Розрив» (Apple TV+) | - «Початкова школа Ебботт» (АВС) - «Ведмідь» (FX on Hulu) - «Хитрощі» (HBO Max) - «Вбивства в одній будівлі» (Hulu) - «Венздей» (Netflix) |
| Найкращий мінісеріал або телефільм | |
| - »Білий лотос" (HBO) - «Чорний птах» (Apple TV+) - «Дамер – Чудовисько: Історія Джеффрі Дамера» (Netflix) - «Вибула» (Hulu) - «Пем і Томмі» (Hulu) | |
| Найкраща роль у телесеріалі — драма | |
| Чоловіча роль | Жіноча роль |
| - Кевін Костнер — «Єллоустоун» (Paramount Network) — за роль Джона Даттона - Джефф Бріджес — «Старий» (FX) — за роль Дена Чейза / Генрі Діксона / Джонні Колера - Дієго Луна — «Андор» (Disney+) — за роль Кассіана Андора - Боб Оденкерк — «Краще подзвоніть Солу» (AMC) — за роль Сола Ґудмена - Адам Скотт — «Розрив» (Apple TV+) — за роль Марка Скаута                | - Зендея — «Ейфорія» (HBO) — за роль Ру Беннет - Емма Д'арсі — «Дім дракона» (HBO) — за роль Рейніри Таргарієн - Лора Лінні — «Озарк» (Netflix) — за роль Венді Бьорд - Імелда Стонтон — «Корона» (Netflix) — за роль королеви Єлизавети II - Гіларі Свенк — «Аляска Дейлі» (АВС) — за роль Ейлін Фіцджеральд                                                                       |
| Найкраща роль у телесеріалі — комедія або мюзикл | |
| Чоловіча роль | Жіноча роль |
| - Джеремі Аллен Вайт — «Ведмідь» (FX on Hulu) — за роль Кармена «Кермі» Берзатто - Дональд Гловер — «Атланта» (FX) — за роль Ерн Маркс - Білл Хейдер — «Баррі» (HBO) — за роль Баррі Беркмена - Стів Мартін — «Вбивства в одній будівлі» (Hulu) — за роль Чарльза-Гейдена Саведжа - Мартін Шорт — «Вбивства в одній будівлі» (Hulu) — за роль Олівера Патнема              | - Квінта Брансон — «Початкова школа Ебботт» (АВС) — за роль Джанін Тіг - Кейлі Куоко — «Бортпровідниця» (HBO Max) — за роль Кессі (Кассандри) Боудена - Селена Гомес — «Вбивства в одній будівлі» (Hulu) — за роль Мейбл Мора - Дженна Ортега — «Венздей» (Netflix) — за роль Венздей Аддамс - Джин Смарт — «Хитрощі» (HBO Max) — за роль Дебори Венс                               |
| Найкраща роль у мінісеріалі або телефільмі | |
| Чоловіча роль | Жіноча роль |
| - Еван Пітерс — «Дамер – Чудовисько: Історія Джеффрі Дамера» (Netflix) — за роль Джеффрі Дамера - Тарон Еджертон — «Чорний птах» (Apple TV+) — за роль Джеймс Кіна - Колін Ферт — «Сходи» (HBO Max) — за роль Майкла Петерсона - Ендрю Гарфілд — «Під прапором небес» (Hulu) — за роль детектива Джеба Пайра - Себастіан Стен — «Пем і Томмі» (Hulu) — за роль Томмі Лі    | - Аманда Сейфрід — «Вибула» (Hulu) — за роль Елізабет Холмс - Джессіка Честейн — «Джордж і Теммі» (Showtime) — за роль Теммі Вайнетт - Джулія Гарнер — «Вигадана Анна» (Netflix) — за роль Анни Сорокіної - Лілі Джеймс — «Пем і Томмі» (Hulu) — за роль Памели Андерсон - Джулія Робертс — «Gaslit» (Starz) — за роль Марти Мітчелл                                                |
| Найкраща роль другого плану у телесеріалі — комедія або мюзикл | |
| Чоловіча роль другого плану | Жіноча роль другого плану |
| - Тайлер Джеймс Вільямс — «Початкова школа Ебботт» (АВС) — за роль Грегорі Едді - Джон Літгоу — «Старий» (FX) — за роль Гарольда Харпера - Джонатан Прайс — «Корона» (Netflix) — за роль принца Філіпа, герцога Единбурзького - Джон Туртурро — «Розрив» (Apple TV+) — за роль Ірвінґа Бейліфа - Генрі Вінклер — «Баррі» (HBO) — за роль Джина Кусноу                      | - Джулія Гарнер — «Озарк» (Netflix) — за роль Рут Ленгмор - Елізабет Дебікі — «Корона» (Netflix) — за роль Діани, принцеси Уельської - Ханна Ейнбіндер — «Хитрощі» (HBO Max) — за роль Ави Деніелс - Джанель Джеймс — «Початкова школа Ебботт» (АВС) — за роль Гленди Клівленд - Шеріл Лі Ральф — «Початкова школа Ебботт» (АВС) — за роль Барбари Ховард                           |
| Найкраща роль другого плану у телесеріалі, мінісеріалі або телефільмі | |
| Чоловіча роль другого плану | Жіноча роль другого плану |
| - Пол Волтер Гаузер — «Чорний птах» (Apple TV+) — за роль Ларрі Холла - Фарід Мюррей Абрагам — «Білий лотос» (HBO) — за роль Берта Ді Грассо - Донал Глісон — «Пацієнт» (FX на Hulu) — за роль Сема Фортнера - Річард Дженкінс — «Дамер – Чудовисько: Історія Джеффрі Дамера» (Netflix) — за роль Лайонела Дамера - Сет Роґен — «Пем і Томмі» (Hulu) — за роль Ренда Готьє | - Дженніфер Кулідж — «Білий лотос» (HBO) — за роль Тані МакКуоїд - Клер Дейнс — «Флейшман у біді» (FX on Hulu) — за роль Рейчел Флішман - Дейзі Едгар-Джонс — «Під прапором небес» (FX on Hulu) — за роль Бренди Лафферті - Нісі Неш — «Дамер – Чудовисько: Історія Джеффрі Дамера» (Netflix) — за роль Гленди Клівленд - Обрі Плаза — «Білий лотос» (HBO) — за роль Харпер Спіллер |

## Почесні нагороди

### Премія Сесіля Б. Деміля
Премія Сесіля Б. Демілля — це почесна нагорода, вручена нагородженим, які зробили значний слід у кіноіндустрії. Він названий на честь свого першого одержувача, режисера Сесіла Б. Демілля.
- Едді Мерфі

### Премія Керол Бернетт
Премія Керол Бернетт — це почесна нагорода, яку присуджують за видатні та тривалі внески до телебачення на екрані чи поза ним. Її названо на честь першої лауреатки, акторки Керол Бернетт.
- Раян Мерфі